# Bălgarin, Haskovo
Bălgarin (în bulgară Българин) este un sat în comuna Harmanli, regiunea Haskovo,  Bulgaria. 

## Demografie
Componența etnică a satului Bălgarin
     Bulgari (73,26%)
     Romi (4,45%)
     Turci (19,3%)
     Nicio identificare (2,97%)
La recensământul din 2011, populația satului Bălgarin era de 404 locuitori. Din punct de vedere etnic, majoritatea locuitorilor (73,26%) erau bulgari, existând și minorități de turci (19,3%) și romi (4,45%). Pentru 2,97% din locuitori nu este cunoscută apartenența etnică.